# Speisewasserbehälter

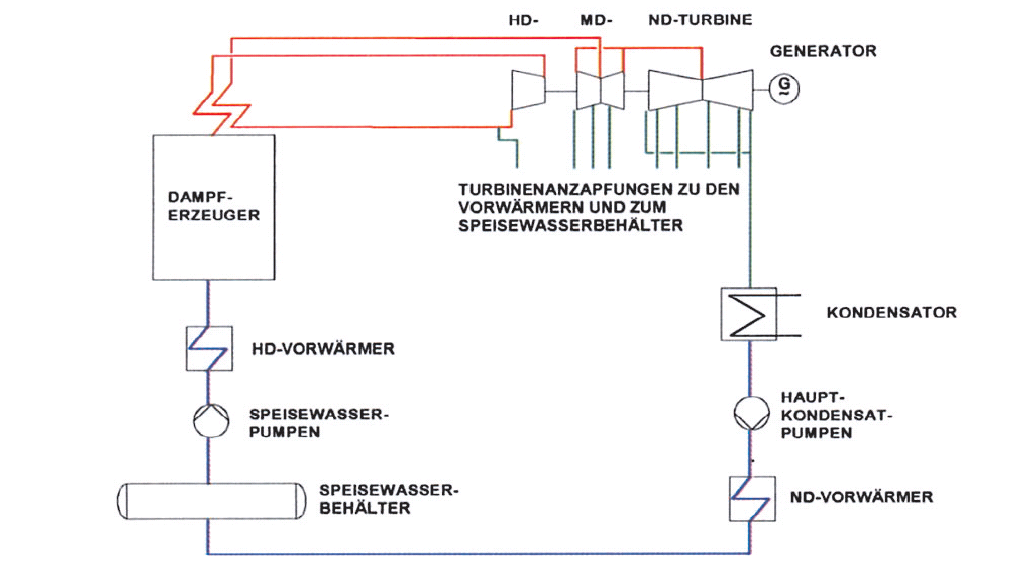
Prinzipschaubild eines Wasserdampfkreislaufes mit Speisewasserbehälter

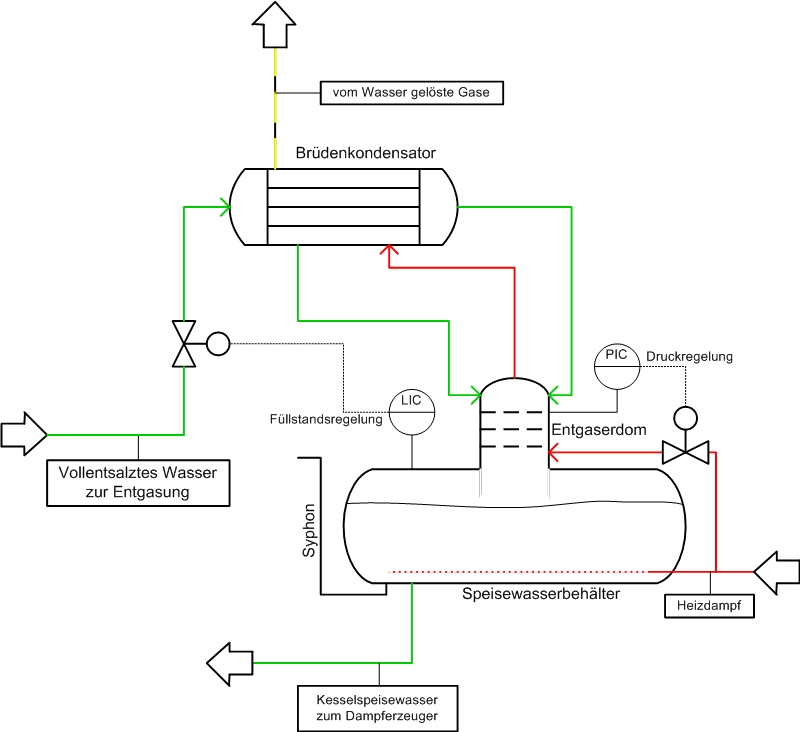
Schema eines Speisewasserbehälters mit aufgesetzten Entgaser

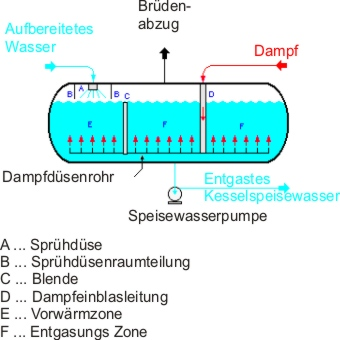
Schema eines Speisewasserbehälters mit Düse

Ein Speisewasserbehälter  (engl. Feedwater tank) ist ein zumeist beheizter Behälter, in dem das Speisewasser für einen Dampfkessel gespeichert und aufbereitet wird. Aus dem Behälter saugen die Speisewasserpumpen das Wasser an und bringen es auf den Druck des Dampferzeugers.
Der Speisewasserbehälter muss folgenden Aufgabe erfüllen:
- Bevorratung
- Entgasung des Wassers
- Konditionierung des Wassers
- Temperierung des Wassers

## Bauteile des Speisewasserbehälters
- Wasserstandsmessung
- Druckaufnehmer
- Temperaturaufnehmer

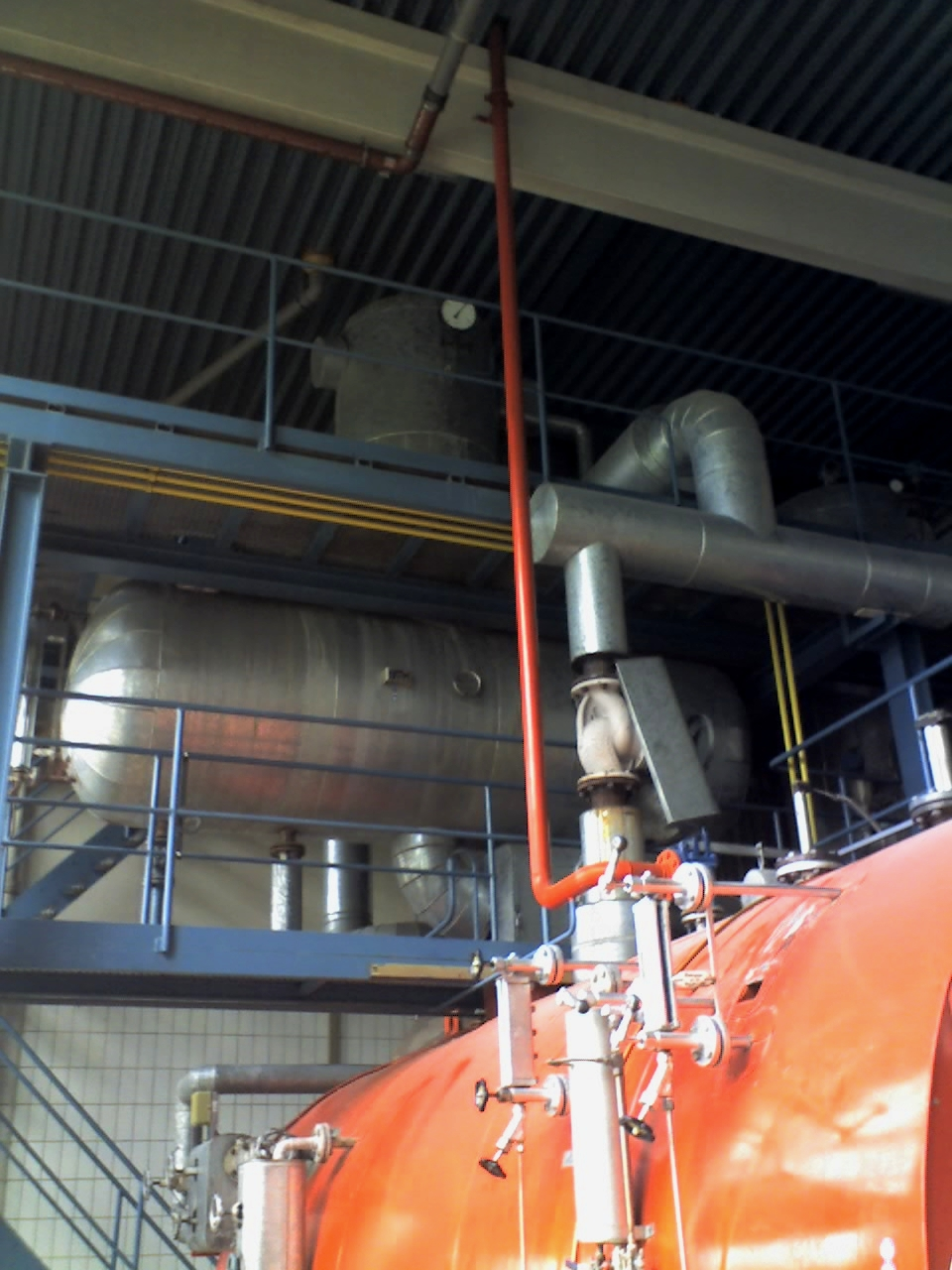
Entgaser für zwei Großwasserraumkessel

- Sicherheitsventil oder Berstscheibe
- Vakuumbrecher
- Wärmedämmung
- Entgaser
- Dampfbeheizung
- Heizschlangen für Fremdbeheizung
- Überlauf
- Standrohre analog ÖNORM B 8132
- Lagersattel
- Leitern und Podeste